# Bremische Ochtum
Bremische Ochtum este o arie protejată (arie specială de conservare — SAC, sit de importanță comunitară — SCI) din Germania întinsă pe o suprafață de 50 ha, integral pe uscat.

## Localizare
Centrul sitului Bremische Ochtum este situat la coordonatele 53°03′15″N 8°45′30″E / 53.0542°N 8.7583°E.

## Înființare
Situl Bremische Ochtum a fost declarat sit de importanță comunitară în mai 2005 pentru a proteja 2 specii de animale. Situl a fost protejat și ca arie specială de conservare în decembrie 2014.

## Biodiversitate
Situată în ecoregiunea atlantică, aria protejată nu include niciun habitat protejat.
La baza desemnării sitului se află mai multe specii protejate de  pești (2): Lampetra fluviatilis, Petromyzon marinus.